# Bardylis shillingsworthi
Bardylis shillingsworthi är en stekelart som först beskrevs av Girault 1920.  Bardylis shillingsworthi ingår i släktet Bardylis och familjen växtlussteklar. Inga underarter finns listade.